# Pierre-Marie-Alexis Millardet
Pierre-Marie-Alexis Millardet (Montmirey-la-Ville, 13 de desembre de 1838 – Bordeus, 15 de desembre de 1902) va ser un botànic i micòleg francès.
Va estudiar a les universitats de Heidelberg i de Freiberg, i més tard va ser professor de botànica a les universitats d'Estrasburg (1869), Nancy (1872), i de Bordeus (1876).
Millardet és principalment recordat pel seu treball en les plagues de les plantes. A la dècada, de 1860 les vinyes franceses estaven infestades per la Phylloxera. Millardet i Jules Émile Planchon (1823-1888) controlaren la infestació empeltant la vinya europea amb vinyes americanes.
També va protegir les vinyes del fong Plasmopara viticola amb un fungicida primerenc conegut com brou bordelès.

## Obres
- Monographie sur la croissance de la vigne et la technique d'hybridation artificielle.
- Un porte-greffe pour les terrains crayeux et marneux les plus chlorosant.
- Notes sur les vignes américaines et opuscules divers sur le même sujet.
- Pourridié et Phylloxéra. Etude comparative de ces deux maladies de la vigne, 1882.
- Histoire des principales variétés et espèces de vignes d'origine américaine qui résistent au phylloxera, (1885).